# AVS-36
AVS-36 (Avtomatičeskaja Vintovka Simonova model 1936), byla sovětská samočinná puška, která se užívala v prvních letech druhé světové války.

## Historie

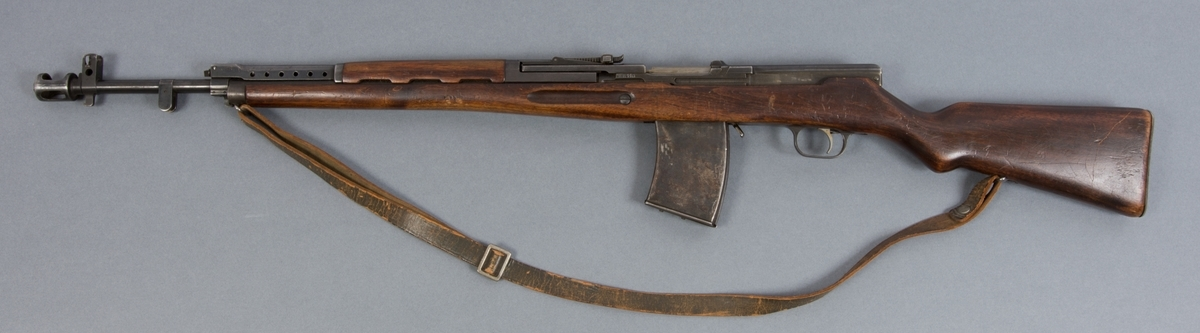
AVS-36 se zásobníkem

Její konstruktér Sergej Simonov začal této samočinné pušce pracovat v roce 1930. První prototyp byl zkoušen v roce 1931, během další doby došlo k jeho vylepšení. V roce 1936 se konala soutěž, ve které vyhrála Simonovova puška a byla přijata do výzbroje Rudé armády pod označením AVS-36. Tato puška neměla zcela nahradit ve výzbroji opakovačku Mosin, ale přispět k zvětšení hustoty palby pěchotních jednotek.
Výroba probíhající ve zbrojovce v Iževsku dala do roku 1940 celkem 65 000 kusů. Zbraň byla použita již ve válce s Finskem na přelomu let 1939/1940 a v počáteční fázi druhé světové války.
Puška měla nedostatečnou přesnost a trpěla poruchovostí. Životnost jejich součástek byla velmi malá, její mechanismus byl příliš složitý, zbraň musela být udržována v naprosté čistotě, protože jakákoliv špína uvnitř způsobila problémy. Proto byla vypsána další soutěž, ve které vyhrála puška Tokareva SVT-38, která však musela být též zmodernizována a nahrazena již široce používaným typem SVT-40.

## Konstrukce

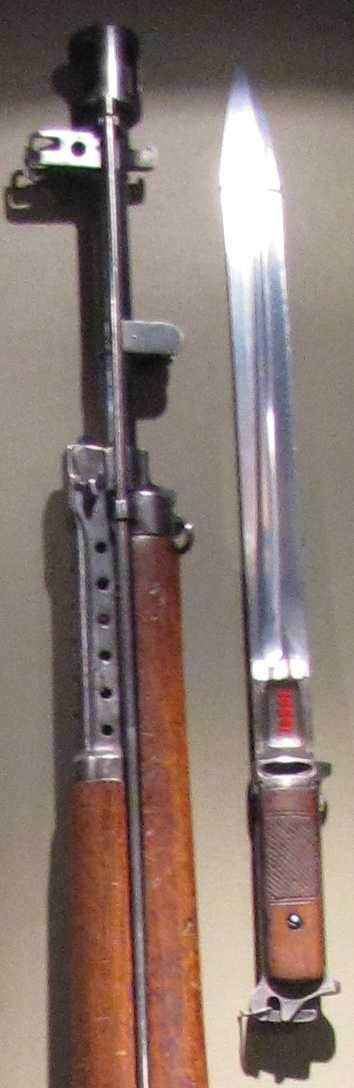
AVS-36 samočinná puška s bajonetem M/36

AVS-36 pracuje na principu odběru plynů z hlavně. Hlaveň je odemykána vertikálně se přemisťujícím klínem. Odnímatelný zásobník má kapacitu 15 šachově umístěných nábojů. Puška je určena hlavně pro střelbu jednotlivými ranami, ale umožňuje i vedení palby dávkami. Na ústí hlavně se nachází úsťová brzda. Jediný střelec vyzbrojený touto puškou mohl dosáhnout takové hustoty palby, jako skupina tří až pěti střelců s obvyklými opakovačkami.
Kromě základní verze byla zkonstruována i odstřelovací puška.